# ريونوسكي أوكاموتو
ريونوسكي أوكاموتو (باليابانية: (岡本 竜之介) (9 أكتوبر 1984 في تسوياما في اليابان – )؛ هو لاعب كرة قدم ياباني سابق كان يلعب كلاعب وسط.

## وصلات خارجية
- ريونوسكي أوكاموتو على موقع رابطة كرة القدم اليابانية للمحترفين (اليابانية)